# Adam Pepper
Adam Pepper (* 6. September 1991 in Dundalk) ist ein irischer Eishockeytorwart.

## Karriere
Adam Pepper begann seine Karriere als Eishockeyspieler 2007 bei den Dundalk Bulls in der neugegründeten Irish Ice Hockey League. In seiner ersten Spielzeit in der höchsten irischen Liga stand der Torhüter in 13 Spielen der Hauptrunde zwischen den Pfosten, wobei er einen Gegentorschnitt von 3.47 pro Spiel aufwies. Anschließend qualifizierte er sich mit seiner Mannschaft für die Playoffs, in denen er sowohl im Halbfinale, als auch beim 6:3-Finalsieg über die Dublin Rams auf dem Eis stand, als er bereits mit 16 Jahren erstmals Irischer Meister wurde. In der Saison 2010/11 blieb er aufgrund des Ausfalls der IIHL ohne Pflichtspieleinsatz. Seit 2012 spielt Pepper in Besançon in der vierten französischen Liga.

### International
Für Irland nahm Pepper im Juniorenbereich ausschließlich an der U18-Junioren-Weltmeisterschaft der Division III 2009 teil. Im Seniorenbereich stand er im Aufgebot seines Landes bei den Weltmeisterschaften der Division III 2009, 2010, 2012 und 2013, als er die drittbeste Fangquote nach dem Luxemburger Michel Welter und dem Südafrikaner Jack Nebe erreichte, sowie bei der Weltmeisterschaft der Division II 2011.

## Erfolge und Auszeichnungen
- 2008 Irischer Meister mit den Dundalk Bulls
- 2010 Aufstieg in die Division II bei der Weltmeisterschaft der Division III